# Lucio Nonio Asprenas
Lucio Nonio Asprenas (en latín, Lucius Nonius Asprenas) fue un político romano y general que peleó con Julio César. Fue cónsul suffectus de la República romana en 36 a. C., junto con Quinto Marcio.

## Biografía
Era un homo novus de la república tardía, proveniente originalmente de Piceno, Asprenas fue elegido para el cargo de pretor en 47 a. C. A pesar de no tener conexiones o lazos políticos con Julio César, este le dio un mando proconsular en África durante la guerra civil, teniendo a cargo la guarnición de la ciudad de Tapso compuesta de dos legiones en el año 46 a. C.
Al año siguiente, siguió a César a Hispania, donde se le dio un comando en la caballería, probablemente como legado. Posiblemente era el tribuno que intentó, anunciando presagios desfavorables, impedir la aprobación del proyecto de ley para conceder a Dolabella la provincia de Siria.
Durante los primeros años del Segundo Triunvirato, Asprenas no obtuvo ningún mando militar, pero pasado el tiempo se le dio un papel en la guerra de Octaviano contra Sexto Pompeyo. Él fue recompensado por sus servicios con su elección como cónsul sufecto en el 36 a. C.. En el 31 a. C., Asprenas fue elegido como uno de los Septemviri Epulones. Tuvo al menos un hijo, Lucio Nonio Asprenas, que fue elegido también como cónsul suffectus en 6. Sexto Nonio Quintiliano era su hijo y de Quintilia, quien era hermana de Publio Quintilio Varo, consul ordinarius en  13 a. C. y tristemente famoso por su derrota en 9 en la Batalla del bosque de Teutoburgo.